# フェリー屋久島2
フェリー屋久島2（フェリーやくしま2）は、折田汽船が運航するフェリー。

## 概要
フェリー屋久島の代船として、山西造船鉄工所で建造され、1993年4月に就航した。映画学校Ⅳで外観のみの姿を見る事が出来る。右舷後部がランプウェイとなる。

### 航路
屋久島航路
- 鹿児島港（本港区南埠頭） - 屋久島（宮之浦港）

1日1往復。所要時間は屋久島行が4時間、鹿児島行が4時間10分である。ドック期間中は運休する。

## 設計
短距離航路ながら、ツインルームの特等室、展望室などの広いパブリックスペース、展望浴室や多目的ホールなど、船内設備が充実しており、ドーム状の天窓を持つ展望スペースなど建造時期を反映して内装も豪華なものとなっている。

## 船内

### 船室
- 特A客室（2-4名） - 洋室、ツインベット、バス・トイレ付
- 特B客室（2-4名） - 洋室、ツインベット
- 特等客室（4-8名） - 和室
- 娯楽室（6-12名） - カーペット敷
- 一等客室 - カーペット敷、毛布・枕付
- 二等客室 - カーペット敷

### 設備
パブリックスペース
- エントランスロビー
- 展望スペース（当初はコーヒーラウンジ「ブーゲンビリア」）
- 展望室「ハイビスカス」

供食・物販設備
- うどん・そばコーナー「大川」
- 売店

入浴設備
- 浴室（サウナ付）

娯楽設備
- マガジンコーナー
- 多目的ホール「縄文」
- 娯楽室「ポンカン」「タンカン」（カーペット敷き個室）
- うみがめルーム（旧貴賓室）
- キッズルーム（旧カラオケルーム「パパイヤ」）

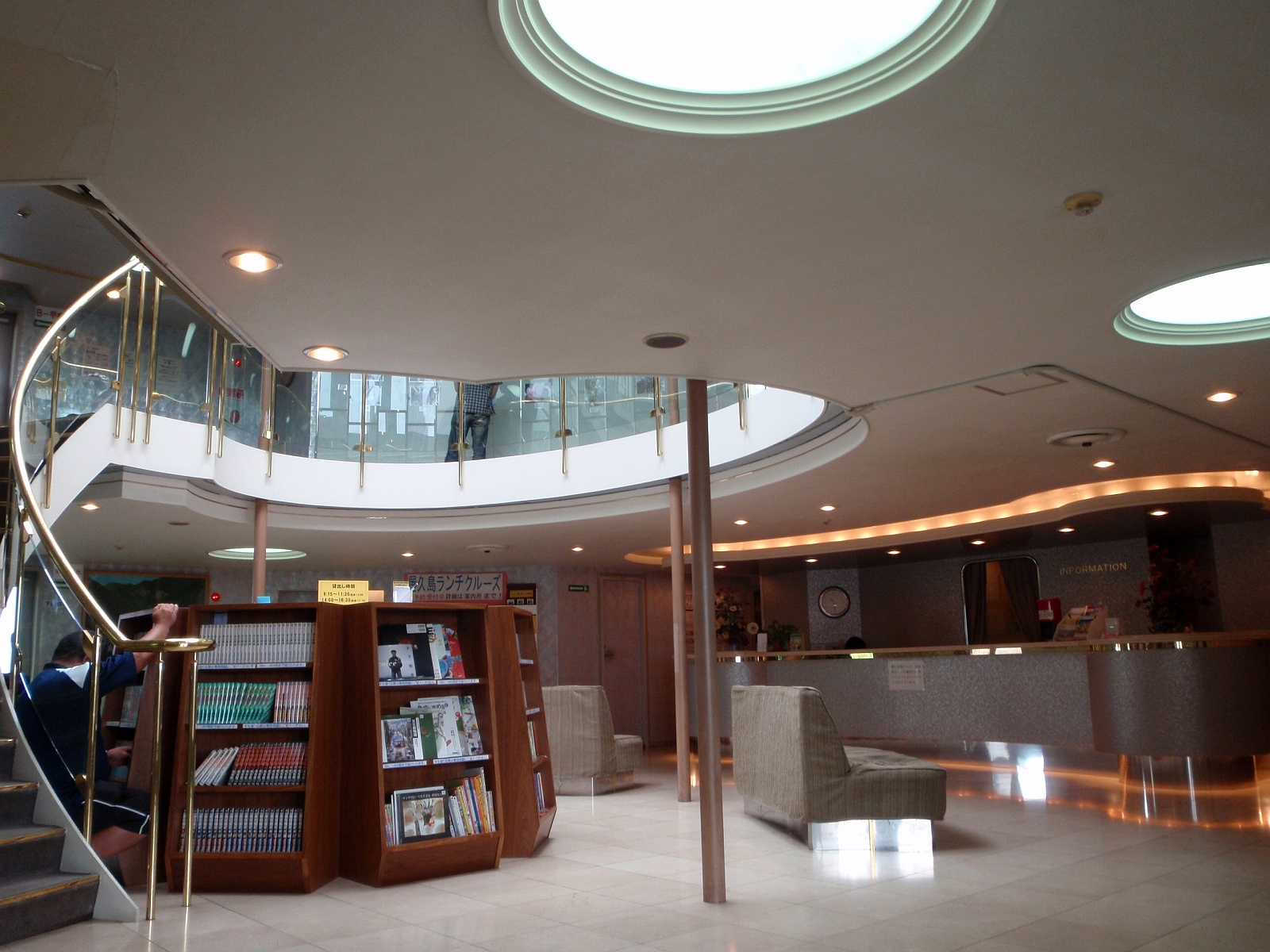
エントランス・マガジンコーナー
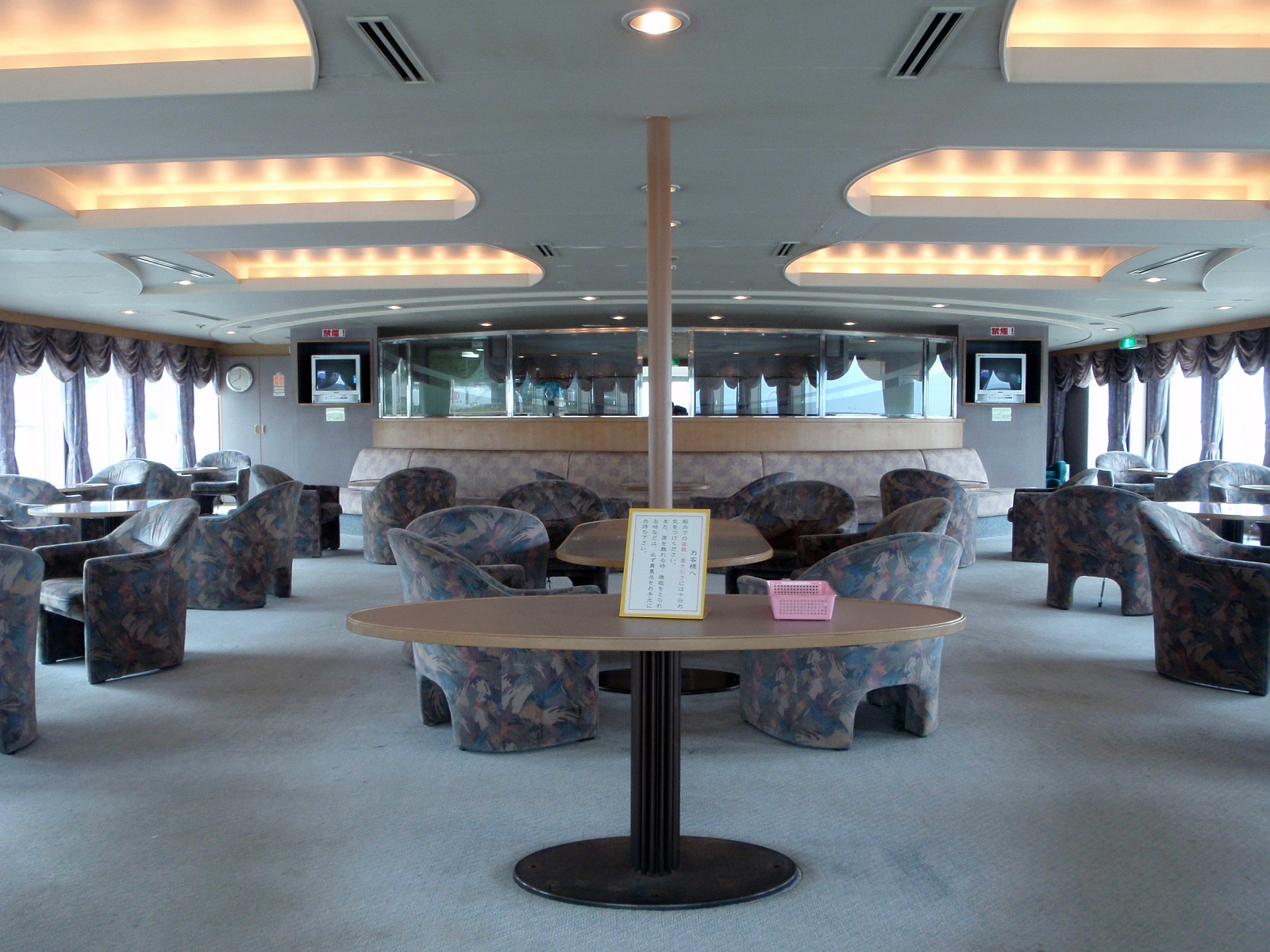
展望室
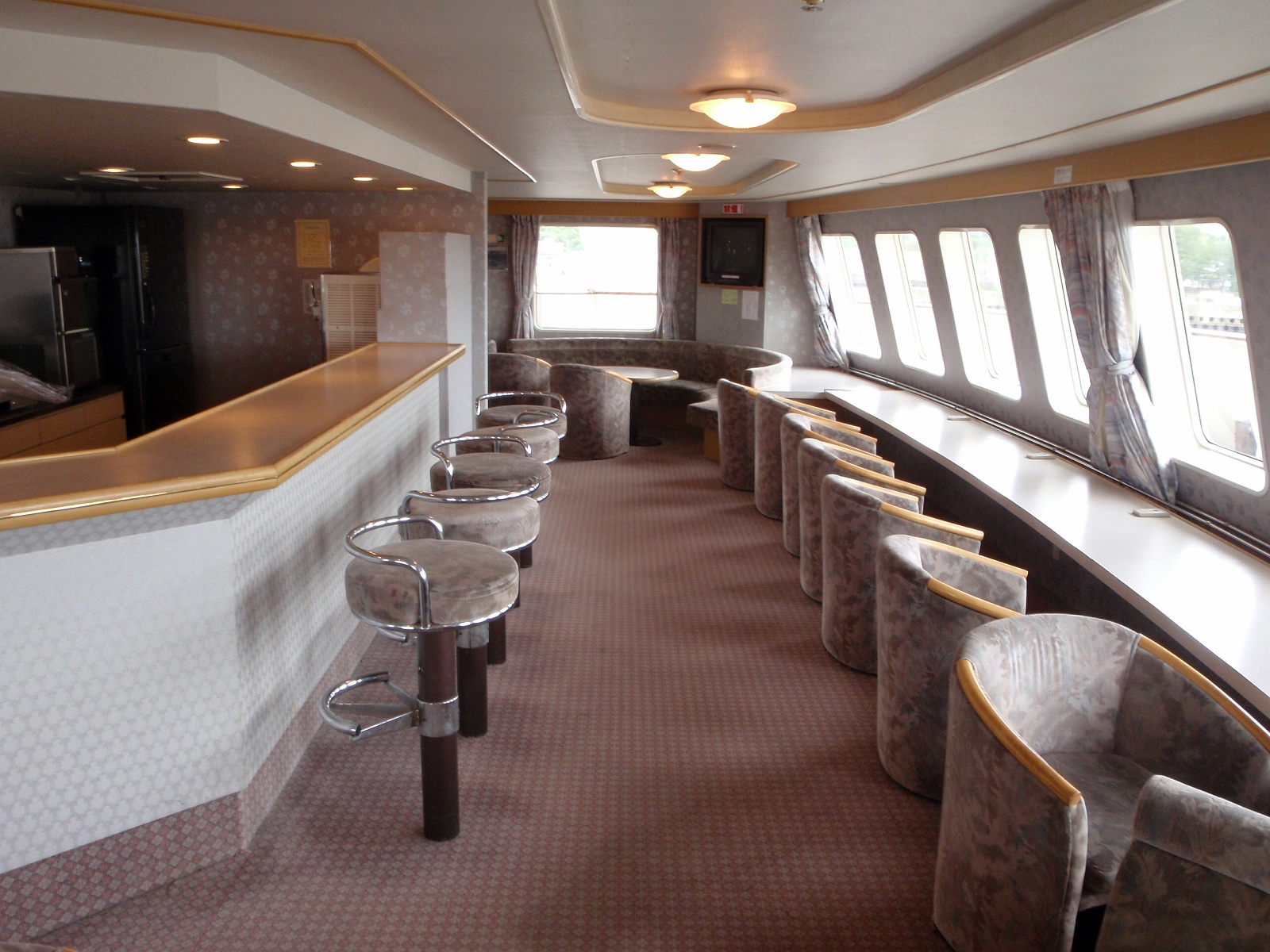
ラウンジ
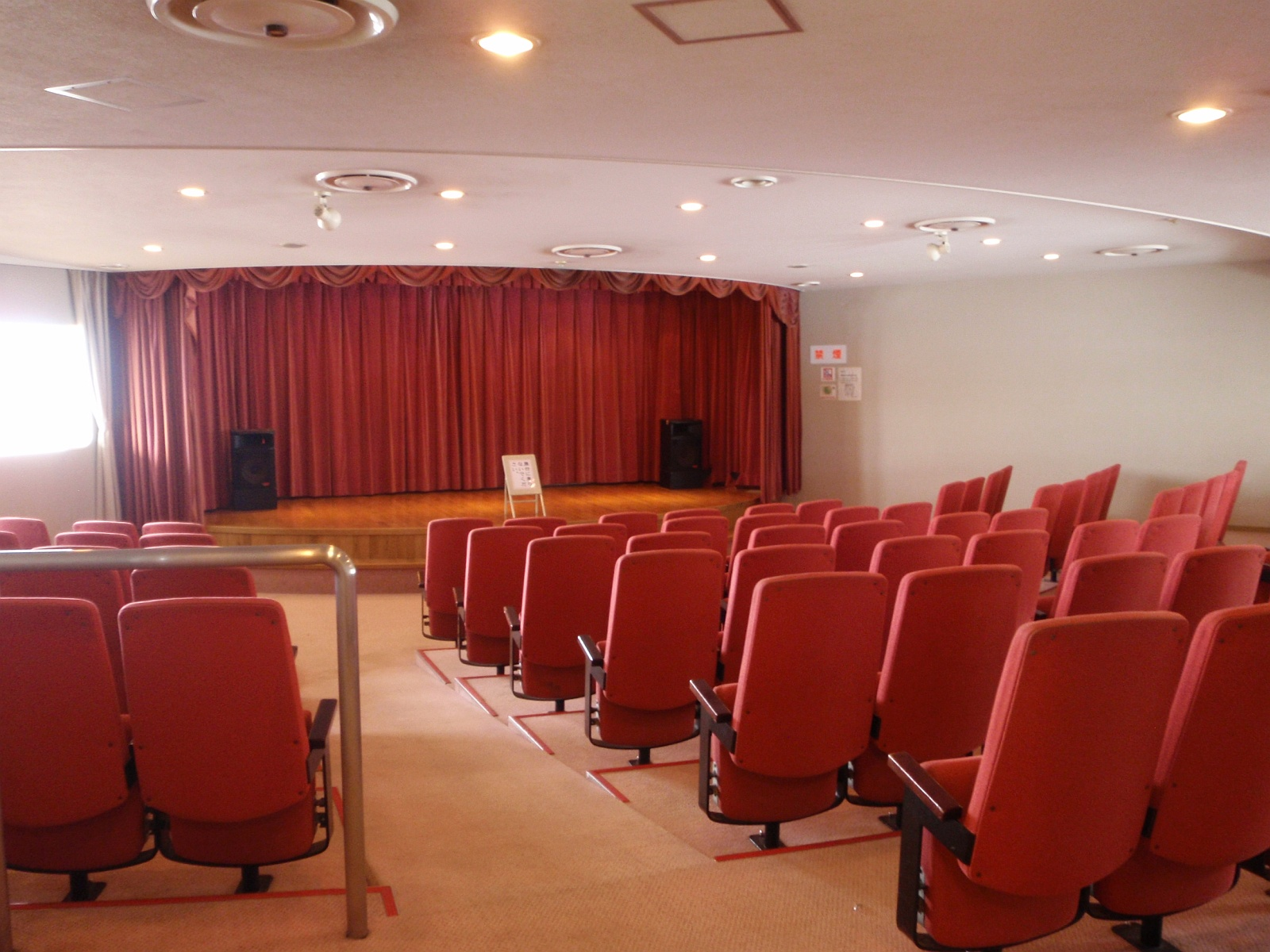
多目的ホール
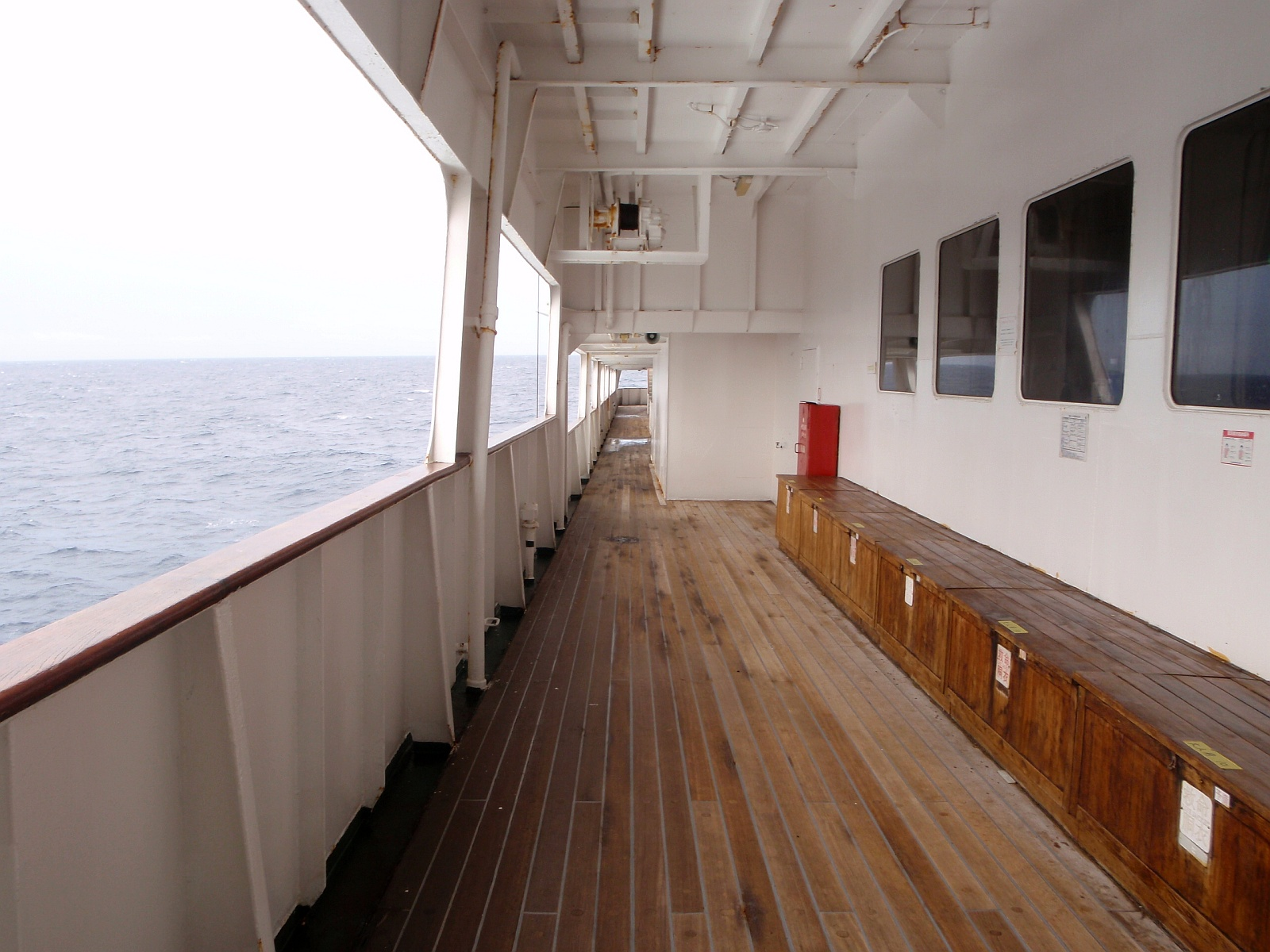
側方デッキ

## トラブル
- 2024年10月４日、鹿児島帰港後エンジン定期点検中にエンジンと減速機を接続する部分において不具合を発見、航海支障をきたす重要な箇所のため、部品取り寄せのあいだ、当面運休すると発表[2]。報道では該当部品は海外メーカーによる受注生産のため、早期納品が難しく、再開の目途がたたないため、競合するいわさきグループ鹿商海運船舶貨物フェリー「ぶーげんびりあ」の鹿児島〜屋久島間臨時自主運航で対応[3]するとしたが、馬毛島工事関連運航も重なり、単純計算で「フェリー屋久島２」半分規模の船舶による週数便程度臨時運航では輸送力不足が否めず、屋久島物産品発送や島民生活必需品の輸送に遅延が出ていて生活に影響が出る状況[4]となり、折田汽船を買収傘下にした市丸グループ傘下のコスモラインが種子島で運航する「プリンセスわかさ」臨時代船運航なども検討[5]され、2025年1月に九州運輸局から事業計画変更の認可を受け、休航日に屋久島（宮之浦）行き往復便を運航し、折田汽船窓口で対応するとした[6]。また、不具合に関しては取り寄せ部品発注していた海外メーカーから2025年3月末に部品納入の目途がついたとの連絡があり、納期短縮要望しながら例年4月にある年次定期検査を前倒し、年度内運航再開を目指すと発表された[7]。3月28日に運行再開できることが決まった[8]。

3月27日に運行再開した。